# Coward (도모토 츠요시의 음반)
《Coward》는 도모토 쯔요시가 ENDLICHERI☆ENDLICHERI로서 발매한 음반으로, 도모토 쯔요시 통상 3번째 정규 음반이다.

## 개요
전작 《[síː]》로부터 약 2년 만의 음반이다.
타이틀 《Coward》에는 영어로 겁쟁이라고 하는 의미가 있다. 프로젝트 네임의 유래이기도 한 열대어 “폴립테루스 엔드리케리 엔드리케리”가 겁이 많은 물고기인 것과, 쯔요시 자신도 그렇게 생각하고 있는 것으로부터 이 타이틀이 붙었다.

## 수록곡
1. ENDLICHERI☆ENDLICHERI [4:38]
작곡: ENDLICHERI☆ENDLICHERI
2. 故意 / 고의 [6:49]
작사·작곡: ENDLICHERI☆ENDLICHERI
3. 雄 / 수컷 [6:00]
작사·작곡: ENDLICHERI☆ENDLICHERI
4. 闇喰いWind / 어둠을 먹는 Wind [4:02]
작사·작곡: ENDLICHERI☆ENDLICHERI
5. a happy love word [5:23]
작사·작곡: ENDLICHERI☆ENDLICHERI
6. 16 [4:36]
작사·작곡: ENDLICHERI☆ENDLICHERI
7. Chance Comes Knocking. [3:33]
작사·작곡: ENDLICHERI☆ENDLICHERI
8. 御伽噺 / 동화 [5:30]
작사·작곡: ENDLICHERI☆ENDLICHERI
9. Six Pack [4:59]
작사·작곡: ENDLICHERI☆ENDLICHERI
10. ソメイヨシノ (album version) / 소메이요시노 (album version) [7:00]
작사·작곡: ENDLICHERI☆ENDLICHERI
11. Coward
작곡: ENDLICHERI☆ENDLICHERI
12. 美しく在る為に / 아름답게 있기 위해서 [6:42] ※통상반만
작사·작곡: ENDLICHERI☆ENDLICHERI
13. これだけの日を跨いで来たのだから / 이만큼의 날을 넘어서 왔으니까 [7:05]
작사·작곡: ENDLICHERI☆ENDLICHERI